# Gregório Taronita
Gregório Taronita ou Gregório de Taraunitis/Taron (em grego: Γρηγόριος Ταρωνίτης; romaniz.: Grigórios Taronítes; m. década de 990) foi um príncipe armênio de Taraunitis, que serviu ao Império Bizantino e manteve comandos seniores e governos sob o imperador Basílio II Bulgaróctono (r. 976–1025). Foi morto pelos búlgaros na Batalha de Tessalônica em 995.

## Biografia

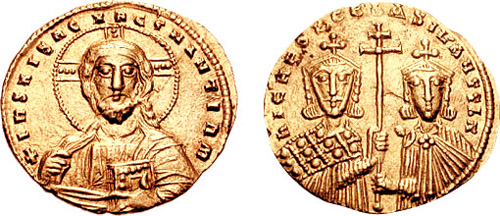
Histameno de r. e r.

Grécia bizantino no século X

Era filho de Asócio III, príncipe da região de Taraunitis no sul da Armênia. Na morte de Asócio em 968, Gregório e seu irmão Pancrácio cederam Taraunitis ao Império Bizantino em troca de extensas terras dentro do império e o título de patrício. Com a derrota bizantina na Batalha da Porta de Trajano em 986, o Império Bizantino mergulhou em guerra civil na qual Bardas Focas, o Jovem e Bardas Esclero, que representavam a aristocracia da Ásia Menor, rebelaram-se contra o então imperador Basílio II Bulgaróctono (r. 976–1025). Os dois irmãos envolveram-se na guerra civil, inicialmente do lado de Bardas Focas, mas logo mudaram para o lado do imperador. Segundo o historiador Iáia de Antioquia, em 988/999, na condição de magistro, Basílio enviou para o Oriente um exército liderado por Gregório Taronita em direção a Trebizonda por onde deveria marchar rumo ao sul para reunir recrutas, muitos deles provavelmente armênios que haviam apoiado Bardas Esclero antes deste trair o império. Nicéforo Focas, filho de Bardas, reforçado por mil homens enviados por Davi III de Tao (r. 966–1000), derrotou o exército de Gregório.
Com a derrota de Focas na Batalha de Abidos em 989 pelas forças de Basílio e o fim da revolta, voltou sua atenção aos Bálcãs, onde Samuel da Bulgária (r. 997–1014) estava ameaçando as terras bizantinas. Em 991, fez campanha na Macedônia e tomou o forte de Beroia (atual Véria), antes de retornar para Constantinopla. Basílio deixou Gregório no comando do exército balcânico e encarregou-o de parar os raides de Samuel. Taronita foi nomeado duque e fez de Tessalônica sua sede. É incerto se, nesse contexto, o título de duque implica simplesmente um comandante militar sobre as tropas que lhe foram confiadas pelo imperador ou, como é geralmente interpretado, se inclui o governo do Tema de Tessalônica também, que foi anteriormente mantido por um estratego.
Logo após sua nomeação, Gregório Taronita foi morto pelos búlgaros em uma emboscada. Um grupo de ataque aproximou-se de Tessalônica, e Gregório enviou seu filho, Asócio, com uma vanguarda para fazer contato e reconhecê-los. O mais ansioso Asócio confrontou os búlgaros e os fez bater em retirada, mas foi atraído em uma emboscada preparada e cercado com seus homens. Seu pai, seguiu-o com a principal força bizantina, correu em seu resgate, mas foi morto na subsequente batalha. A data exata do evento é desconhecida. A cronologia do registro de João Escilitzes parece colocá-lo em 996, enquanto fontes armênias colocam em 991. Estudos modernos sustentam que deve ter acontecido o mais tardar em meados de 995, uma vez que João Caldo é atestado como duque de Tessalônica mais tarde no mesmo ano.

## Família
Junto com seu irmão, Gregório foi o fundador da nobre família Taronita, que permaneceu proeminente no Império Bizantino até o final do século XII. Além de Asócio, Gregório teve, ao menos, outra criança, uma filha de nome Irene, que foi casada com um membro de outro ramo da linhagem de Taraunitis, Romano Saronita.